# Горбулін Володимир Павлович
Володи́мир Па́влович Горбу́лін (нар. 17 січня 1939, Запоріжжя, УРСР, СРСР) — український політик, учений, державний діяч. Доктор технічних наук (1994), професор (1995), академік Національної академії наук України (1997). Радник Президента України (з 1999), директор Національного інституту стратегічних досліджень (2014—2018). Після смерті Бориса Патона був виконувачем обов'язків президента НАН України, 9 жовтня 2020 року обраний першим віце-президентом НАН України. З 2023 року — голова Наглядової ради Національної академії Служби безпеки України. Герой України.

## Біографія
1962 року закінчив фізико-технічний факультет Дніпропетровського університету, інженер-механік за спеціальністю «літальні апарати».
У 1962—1977 роках працював у КБ «Південне» (Дніпропетровськ), був безпосереднім учасником розробки стратегічних ракетних систем і космічних апаратів серії «Космос».
З 1977 по 1990 рік працював в апараті ЦК Компартії України. З 1980 року — завідувач сектора ракетно-технічної та авіаційної техніки. Брав участь в організації і координації робіт з усіх програм створення ракетно-космічної та авіаційної техніки в Україні.
З 1990 року завідував підвідділом оборонного комплексу, зв'язку та машинобудування Кабінету Міністрів України.
З 1992 року — генеральний директор Національного космічного агентства України. Керівник розробки і безпосередній учасник створення та втілення першої Національної космічної програми України (1992—1994). Член Міжнародної академії астронавтики.
З 5 серпня 1994 року — секретар Ради національної безпеки і оборони при Президентові України, з 17 жовтня 1994 року — секретар РНБО, радник президента України з питань національної безпеки.
З 30 серпня 1996 року по 10 листопада 1999 року — секретар РНБО України. Один із авторів Концепції національної безпеки і оборони України, Державної програми будівництва і розвитку Збройних сил України та інших провідних документів стратегії будівництва та розвитку держави.
З листопада 1999 року — радник президента України.
З липня 2000 по грудень 2002 року — голова Державної комісії з питань оборонно-промислового комплексу України. Керівник і учасник розробки Державної програми розвитку озброєння та військової техніки та Концепції структурної перебудови оборонно-промислового комплексу України. З грудня 2002 року — помічник президента України з питань національної безпеки.
У січні 2003 року відповідно до указу президента України створив Національний центр з питань євроатлантичної інтеграції України, роботу якого очолює на громадських засадах.
З березня 2003 по січень 2005 року — заступник голови Державної комісії з питань реформування та розвитку Збройних сил України, безпосередній учасник розробки Стратегічного оборонного бюлетеня України на період до 2015 року, Воєнної доктрини України (червень 2004) та Закону «Про основи національної безпеки України» (червень 2003).
З грудня 2003 року — організатор та директор на громадських засадах Інституту проблем національної безпеки України.
З 24 травня по 10 жовтня 2006 року — тимчасовий виконувач обов'язків секретаря РНБО.
З грудня 2009 року — голова та один із засновників Ради із зовнішньої та безпекової політики (Council for Foreign and Security Policy), ініціатор Міжнародного безпекового форуму (Львів, 15—16 квітня 2010).
Член Президії Комітету з Державних премій України в галузі науки та техніки (з листопада 2000).
До листопада 1999 року очолював Державну міжвідомчу комісію з питань співробітництва з НАТО, був співголовою Консультаційного комітету при Президентах України та Польщі, співголовою секретаріату Комісії «Кучма — Гор». У 2000—2001 роках очолював Міжвідомчу комісію з питань врегулювання політичного конфлікту в придністровському регіоні республіки Молдова. З листопада 2000 до грудня 2002 року був заступником голови Урядового комітету з питань оборони, оборонно-промислового комплексу та правоохоронної діяльності.
Був першим головним редактором науково-практичного журналу «Стратегічна панорама».
Один з учасників ініціативної групи «Першого грудня». Радник в. о. президента України Олександра Турчинова.
З 26 червня 2014 року — радник президента України Петра Порошенка.
З 5 серпня 2014 року по 30 липня 2018 року — директор Національного інституту стратегічних досліджень.
Після залишення посади голови НІСД В. Горбулін так прокоментував новопризначення П. Порошенка:
|  | Моє місце в Інституті стратегічних досліджень займе Павленко. Це не трагедія, не комедія. Швидше, прекрасний матеріал для драми. Про свого наступника нічого сказати не можу. Звичайно, я переживаю за Інститут стратегічних досліджень. Чотири роки там вели напружену роботу, було багато випробувань. Наш Інститут здобув європейське визнання. |

Член Наглядової ради Державного концерну «Укроборонпром» (з 19 червня 2020 року).
7 вересня 2020 року Президія НАН України призначила Горбуліна виконувачем обов'язків президента Національної академії наук України до обрання президента НАН України. 9 жовтня 2020 року обраний першим віце-президентом НАН України.
З 2021 року член, а з 2023 — голова Наглядової ради Національної академії Служби безпеки України.

## Нагороди
- Звання Герой України з врученням ордена Держави (22 серпня 2021) — за визначні особисті заслуги у розбудові української державності, зміцненні системи національної безпеки та оборони, багаторічну плідну наукову діяльність[26]
- Орден князя Ярослава Мудрого I ст. (22 січня 2019) — за значний особистий внесок у державне будівництво, зміцнення національної безпеки, соціально-економічний, науково-технічний, культурно-освітній розвиток Української держави, вагомі трудові досягнення, багаторічну сумлінну працю[27]
- Орден князя Ярослава Мудрого II ст. (18 травня 2017) — за вагомий особистий внесок у розвиток вітчизняної науки, зміцнення науково-технічного потенціалу України, багаторічну сумлінну працю та високий професіоналізм[28]
- Орден князя Ярослава Мудрого III ст. (16 січня 2009) — за вагомий особистий внесок у справу консолідації українського суспільства, розбудову демократичної, соціальної і правової держави та з нагоди Дня Соборності України[29]
- Орден князя Ярослава Мудрого IV ст. (16 січня 2004) — за визначні особисті заслуги перед Українською державою у зміцненні національної безпеки, багаторічну плідну наукову і громадсько-політичну діяльність[30]
- Орден князя Ярослава Мудрого V ст. (10 квітня 1997) — за визначні особисті заслуги в зміцненні національної безпеки України, становлення та розвиток космічної галузі[31]
- Відзнака Президента України — ювілейна медаль «25 років незалежності України» (22 серпня 2016) — за значні особисті заслуги у становленні незалежної України, утвердженні її суверенітету та зміцненні міжнародного авторитету, вагомий внесок у державне будівництво, соціально-економічний, культурно-освітній розвиток, активну громадсько-політичну діяльність, сумлінне та бездоганне служіння Українському народу[32]
- Орден Трудового Червоного Прапора (1976, 1982)
- Премія АН УРСР імені М. К. Янгеля (1988)
- Державна премія СРСР у галузі науки і техніки (1990)
- Державна премія України в галузі науки і техніки (2002) — за роботу «Науково-методологічні засади системи національної безпеки України» (у складі колективу)[33]

Нагороджений медалями.
Має нагороди іноземних держав.

## Вибрана бібліографія
Наукові дослідження стосуються проблем системного аналізу та теорії проектування складних технічних систем та забезпечення національної безпеки держави в архітектурі колективної безпеки та оборони. Зробив значний внесок у визначення науково-методологічних засад системи національної безпеки України та у створення правових основ розбудови її оборонної складової.
- Горбулін В. П. Український фронт Четвертої світової війни // Дзеркало тижня. Україна. — 2006. — 4 серпня.
- Горбулін В. П., Литвиненко О. В. Великий сусід визначився. Що Україні робити далі? // Дзеркало тижня. Україна. — 2009. — 25 вересня.
- Горбулін В. П., Литвиненко О. В. Європейська безпека: можливий шлях послабити виклики і загрози // Дзеркало тижня. Україна. — 2009. — 13 листопада.
- Горбулін В. П. Виклики для нового президента // Українська правда. — 2009. — 29 грудня.
- Горбулін В. П. Україні потрібна нова промислова політика, яка відповідала б національним інтересам // Дзеркало тижня. Україна. — 2010. — 22 січня.
- Горбулін В. П. Космічна стратегія: не маєш своєї — стаєш частиною чужої // Дзеркало тижня. Україна. — 2010. — 26 лютого.
- Горбулін В. П. Камо грядеши? // Дзеркало тижня. Україна. — 2013. — 27 грудня.
- Горбулін В. П. Тези до другої річниці російської агресії проти України // Ukraine Crisis Media Center. — 2016. — 18 лютого.

Наступний, 2014-й, обіцяє стати моментом істини, коли кожен, хто претендує на якусь змістовну роль в українському житті, має визначитися зі своєю позицією, і не тільки на словах, а й на ділі. За великим рахунком, скоро стане ясно, хто — голий король, а хто — стійкий олов'яний солдатик.
- Горбулін В. П. Без права на покаяння = Без права на покаяние. — Київ : Фоліо, 2010. — 384 с. — ISBN 978-966-03-4781-6.
- Горбулін В. П. Мій шлях у задзеркалля = Мой путь в зазеркалье. Не только путевые заметки. — Київ : Брайт Букс, 2019. — 280 с. — ISBN 978-617-7766-01-7.
- Світова гібридна війна: український фронт = The World Hybrid War. Ukrainian Forefront / За заг. ред. В. П. Горбуліна. — Київ : Фоліо, 2017. — 496 с. — ISBN 978-966-554-273-5.
- Володимир Горбулін. Как победить Россию в войне будущего. Видавництво Брайт Букс. 2020 р. — 256 с. ISBN 978-617-7766-39-0